# Henry Breckinridge
Henry Skillman Breckinridge (Chicago, 25 maggio 1886 – New York, 2 maggio 1960) è stato uno schermidore statunitense, vincitore di una medaglia di bronzo nella scherma ai giochi olimpici.
Era il fratello di Scott Breckinridge.